# Алмрита Шер-Гил
Алмрита Шер-Гил (Будимпешта 30. јануар 1913 - Лахор 5. децембар 1941) био је еминентна мађарско-индијска сликарка. Она је названа "једна од највећих авангардних уметница почетком 20. века" и "пионир" у модерној индијској уметности. Схер-Гил је почео да добија формалне часове у уметности, са осам година. Први пут је стекла признање у доби од 19 година, за њену уље на платну под називом Младе девојке (1932).
Шер-Гил је читавог свог живота путовала у различите земље, укључујући Турску, Француску и Индију. Шер-Гил се сматра важним сликарством Индије 20. века, чије наслеђе стоји на нивоу пионира из Бенгалске ренесансе. Била је и страствени читач и пијаниста. Шер-Гил-ове слике данас су међу најскупљим индијским сликарицама, мада је неколико њих признало њен рад када је била жива.

## Галерија
- Самопортрет, 1930
- Самопортрет, 1931
- Клара Сереси, 1932
- Мађарска циганга, 1932
- Група од три девојке, 1935
- Декорисање младе, 1937
- Сеоска сцена, 1938